# Hugo Nordström
Hugo Fredrik Nordström, född 7 april 1888 i Stockholm, död 1971, var en svensk skeppsbyggare och professor.
Nordström tog examen vid Kungliga tekniska högskolan (KTH) 1910, blev filosofie kandidat 1913, filosifie licentiat 1917 och teknologie doktor 1931. Han var speciallärare vid KTH 1914-1941 och tillförordnad professor i skeppsbyggnadslära 1926-1941 vid samma högskola. Han tilldelades professors namn 1940. Han var chef för statens skeppsprovningsanstalt i Göteborg 1940-1954 och överdirektör vid densamma 1944-1954.
Nordström invaldes 1934 som ledamot av Ingenjörsvetenskapsakademien.